# アントン・ヘラシチェンコ
アントン・ユーリヨヴィチ・ヘラシチェンコ (ウクライナ語: Антон Юрійович Геращенко, 1979年2月10日生) は、ウクライナの政治家。2014年から2019年にかけてウクライナ最高議会議員を務めたのち、ウクライナ内務副大臣を経て、現在は内務大臣顧問を務めている。ウクライナ東部の分離主義勢力やロシアに対する強硬派として活発に活動しており、そのために暗殺未遂を受けたこともある。
日本語メディアでは、ウクライナ語の発音に近いアントン・ヘラシチェンコ表記の他、ロシア語の発音に近いアントン・ゲラシチェンコ表記も使われている。

## 経歴
2014年、ウクライナ内務大臣に就任したアルセン・アバコフの顧問となった。在任中、ヘラシチェンコは記者向けにドンバス大隊やアゾフ大隊の設立、マレーシア航空17便撃墜事件に関する説明を行っている。
2014年10月26日の最高議会選挙では人民戦線から全国区で出馬し（党内名簿順位21位）、当選した。12月には、分離主義者の情報を集めたデータベースウェブサイト「ミロトヴォレツ」の立ち上げに携わっている。
最高議会では、法執行機関立法支援委員会の書記を務めた。議会で彼の相談相手となったデニス・モナスティルスキーも、ヘラシチェンコより後に内務大臣となっている。
2017年1月、ウクライナ保安庁 (SBU)は、ヘラシチェンコに対する暗殺陰謀を阻止したと発表した。SBUは、1か月以上にわたり2人の暗殺者を監視し、彼らが爆発物を所持して活動していた所を逮捕したのだとしている。SBUの発表によれば、暗殺者たちはもともとロシア占領下のクリミア半島の刑務所に収監されていた犯罪者で、ヘラシチェンコを襲う暗殺者となるという条件をのんで釈放された。暗殺未遂の黒幕は、元ウクライナ市民で、ルガンスク人民共和国の元でウクライナと戦い、事件当時はロシアのベルゴロドに住んでいるアンドレイ・ティホノフなる人物であったという。
2019年6月の最高議会選挙では、ヘラシチェンコは出馬せず、議会を去った。2019年9月25日、内閣はヘラシチェンコをウクライナ内務省の副大臣（6/7名）の一人として任命した。当時の内務大臣はアルセン・アバコフであった。
2021年7月15日にアヴァコフが内務大臣を辞任すると、ヘラシチェンコは新内務大臣となったデニス・モナスティルスキーの公設顧問となった。しかし8月4日には、内務副大臣の職を解任された。9月、ヘラシチェンコは内務省内に新設された「事業保護局」の調整官に任じられた。この部局は、事業主と治安部隊の連携を促進するものとされている。